# 李景元 (正德進士)
李景元（？—？），字一之，福建福州府侯官縣人。明朝政治人物。

## 生平
李景元在正德二年（1507年）中福建鄉試舉人，在會試中副榜，授浙江龍泉縣教諭，正德九年（1514年）成甲戌科進士。嘉靖元年（1522年）任廣西南寧府知府，興辦學校，惠政及民。